# 内藤昌豊
内藤 昌豊（ないとう まさとよ）は、戦国時代の武将。武田氏の家臣で武田四天王の一人。「内藤昌豊」の名で伝わるが、1977年に服部治則が正しい実名は「内藤 昌秀（まさひで）」であると指摘している。

## 生涯

### 出生から信玄時代
『武田三代軍記』によれば、大永2年（1522年）、武田信虎の重臣・工藤虎豊（下総守）の次男として生まれたという。父・下総守の事跡は不明であるが、永正5年（1508年）に武田信虎に反乱して敗北し、郡内地方の小山田平三とともに伊豆国韮山の伊勢宗瑞（北条早雲）を頼って逃れた人物に「工藤殿」がおり、これが下総守に相当するとも考えられている。
初見史料は永禄2年（1559年）6月12日で、「工藤源左衛門大尉」を名乗り信玄の側近として活動していることが確認される。永禄6年頃から永禄13年頃まで信濃国深志城を守備している。『甲陽軍鑑』によれば、永禄4年（1561年）の第4次川中島の戦いでは本隊に所属し、上杉軍の背後を襲う妻女山別働隊の大将として活躍したという。
永禄9年（1566年）までに信濃国深志城（松本城、長野県松本市）の城代を務める。武田氏は西上野侵攻を行い、同永禄9年9月に箕輪城（群馬県高崎市箕郷町）を攻略し、永禄10年（1567年）3月に白井城を攻略し、西上野を領国化する。昌豊は永禄9年頃から後閑氏など上野国衆の取次を務めている。箕輪城代は永禄9年から翌永禄10年まで春日虎綱・真田幸綱による在番で、永禄11年（1568年）から永禄12年（1569年）には浅利信種が務めている。浅利信種は永禄12年10月6日の三増峠の戦いにおいて戦死したため、昌豊は信種の後任として永禄13年から元亀元年（1570年）4月頃までに箕輪城代となり、長篠合戦で戦死する天正3年まで務めている。なお、三増峠合戦で昌豊は小荷駄隊を率いて自軍の補給を支えたという。
永禄10年8月12日の時点では「工藤源左衛門尉昌秀」を名乗っている。昌秀は永禄12年8月26日の時点で「内藤修理亮」を名乗っており、断絶していた武田家譜代の内藤家の名跡を継承し、内藤姓に改め、同時に修理亮を名乗ったと考えられている（工藤氏の家督は兄・昌祐が継いだ）。昌秀は永禄13年4月3日付武田信玄書状において「内藤修理亮」を称していることが確認され、同月10日には箕輪城代着任が確認される。このため、内藤改姓は箕輪城代就任に伴うものであったとも考えられている。
元亀2年（1571年）12月には越後上杉氏から上杉家臣北条高広・景家を通じて同盟の申し出があり、このころ武田氏は北条氏政と甲相同盟を結んでいたため、昌秀は信玄側近の跡部勝資と協議し、これを退けている。

### 最期
元亀4年（1573年）4月に信玄が死去した後は、子の勝頼に仕えた。
天正3年（1575年）5月21日の長篠の戦いでは、原昌胤・山県昌景とともに左翼に配置され、西上野国衆を相備にしていたと考えられている。『甲陽軍鑑』によれば内藤隊は織田軍本隊と戦い、また『本多家武功聞書』によれば本多忠勝と戦ったとしているが、不明。『甲陽軍鑑』によれば、武田勢が敗退する中、昌秀は馬場信春とともに勝頼を戦場から逃すため踏みとどまり、今川氏真の使者として徳川家康の陣中見舞いに訪れ徳川軍の中にいた朝比奈泰勝により討ち取られたという。享年54。
なお、小山田多門書伝平姓小山田氏系図写・『甲乱記』によれば昌秀は長篠合戦以前に「大和守」に改称していることが確認される。

## 人物・逸話
- 武略に長け、武田信繁と共に武田の副将格として評された。『甲陽軍鑑』にも、山県昌景が昌豊のことを「古典厩信繁、内藤昌豊こそは、毎事相整う真の副将なり」と評したと記している。
- 昌豊は信玄の代表的な戦争に全て参加し、常に武功を立てていたが、信玄からは一度として感状をもらうことが無かった。このことについて『甲陽軍鑑』で信玄は、「修理亮ほどの弓取りともなれば、常人を抜く働きがあってしかるべし」と評して敢えて一通の感状も出さなかったという。一方の昌豊も、「合戦は大将の軍配に従ってこそ勝利を得るもので、いたずらに個人の手柄にこだわることなど小さなことよ」と感状を貰っていないことなど気にもかけなかったという。これは信玄と昌豊の信頼関係の厚さを示すものである。

## 子孫
- 死後、内藤昌月が家督を継いだ。昌月（千次郎）は保科正俊の三男で養子。実子説もあり。その他、内藤種次や内藤昌弘（）もいたらしいが、詳しい功績は伝わっていない。
- 歴史学者、内藤湖南は内藤昌豊の子孫を自称[要出典]。

## 関連作品
- 天と地と（1969年、NHK大河ドラマ、演：内藤修理 - 高橋正夫）
- 風林火山（1969年、東宝、演：内藤修理 - 中谷一郎）
- おんな風林火山（1986年、TBS、演：内藤修理 - 加地健太郎）
- 信虎（2021年、彩プロ、演：井田國彦）